# Bernard Day

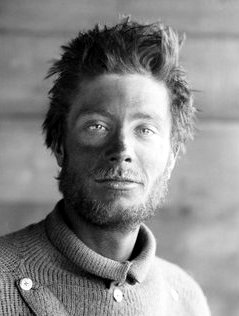
Bernard Day bei der Terra-Nova-Expedition (1911)

Bernard Cartmell Day (* 18. August 1884 in Wymondham, Leicestershire; † 1934 in Queensland, Australien) war ein britischer Automobilmechaniker und Polarforscher.

## Leben

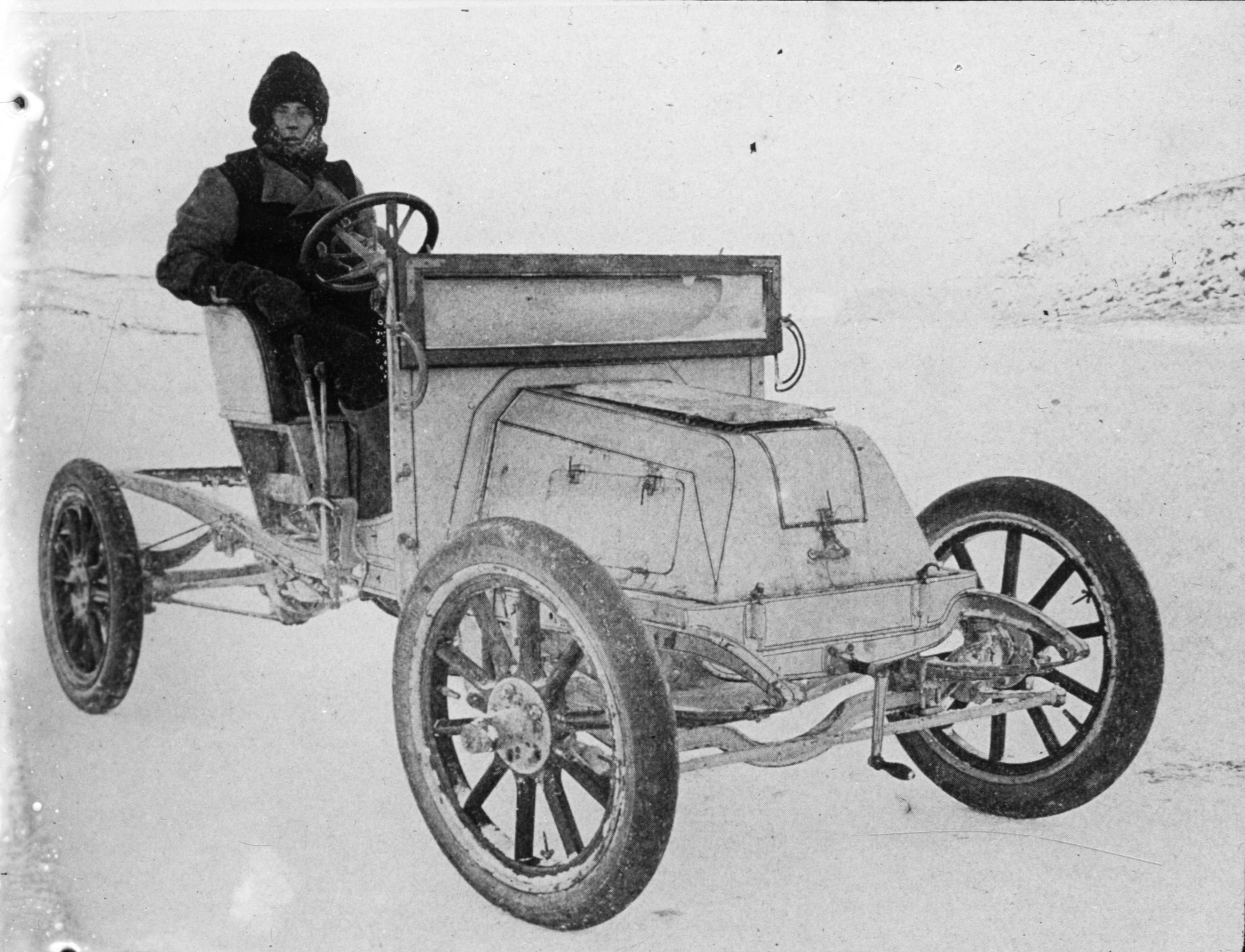
Bernard Day im ersten Automobil in der Antarktis (ca. 1908)

Day erhielt seine Schulausbildung an der Wellingborough Grammar School und war danach bei der Arrol-Johnston Motor Car Company als Mechaniker angestellt. Deren Eigner war William Beardmore, Hauptsponsor der Nimrod-Expedition (1907–1909) des britischen Polarforschers Ernest Shackleton in die Antarktis. In erster Linie zu Werbezwecken nahm Shackleton ein von Day betreutes und im Zielgebiet gefahrenes Automobil mit auf die Reise. So transportierte Day beispielsweise die Westgruppe der Expedition über eine Strecke von 25 Kilometern mit einer Ladung von 544 Kilogramm vom Basislager am Kap Royds auf der Ross-Insel über das Meereis des McMurdo-Sunds hinweg bis zum Butter Point an der gegenüberliegenden Scott-Küste. Zudem half er bei der Anlage von Versorgungsdepots für die Nordgruppe und bei der Anfertigung des ersten in der Antarktis gedruckten Buches mit dem Titel Aurora Australis. Für seine Verdienste um die Expedition wurde er mit der Polar Medal in Silber ausgezeichnet.
Seine durch die Nimrod-Expedition erlangte Bekanntheit machte ihn auch für Robert Falcon Scott interessant. Bei dessen Terra-Nova-Expedition (1910–1913) bediente Day einen der mitgeführten Motorschlitten, die sich jedoch bald als untauglich erweisen sollten. Für Scotts Marsch zum Südpol half er abermals bei der Anlage von Versorgungsdepots. Day blieb bei dieser Forschungsreise eine Saison und kehrte 1912 nach Hause zurück.
Nach seinem Dienst im Ersten Weltkrieg ließ sich Day in Australien nieder, wo er in Sydney als Ingenieur seinen Lebensunterhalt verdiente. Er starb 1934 an den Folgen eines Verkehrsunfalls.
Nach ihm ist das Kap Day in der Antarktis benannt.